# 케추아어족
케추아어(Quechua, 케추아어: Runa Simi)는 남아메리카 안데스산맥 지대의 토착민인 케추아족이 사용하는 언어 또는 어군이다. 잉카 제국이 제국의 공용어로 채택한 이래 오랫동안 중앙 안데스 지방을 중심으로 가장 큰 세력을 갖고 있던 언어이다. 총 사용 인구는 800만~1,000만 명 정도로 남북 아메리카를 통틀어 가장 사용인구가 많은 원주민 언어이다.
볼리비아와 페루에서는 스페인어와 함께 공용어로 지정되어 있으며, 콜롬비아, 에콰도르, 아르헨티나 북서부, 칠레 북부 등에도 사용인구가 있다. 케추아어는 매우 규칙적인 활용형을 갖는 교착어로, 기본 어순은 SOV이다. 많은 접사들이 붙어 미묘하게 의미를 바꾸기도 한다. 동사는 주어 외에 목적어에도 호응하여 형태를 바꾸며, 증거성(Evidentiality)이 문법범주에 포함된다. 계통적으로 달리 연관된 언어가 없는 고립된 어족인데, 오늘날에는 여러 방언으로 분화되어 있다.

## 방언과 분포

케추아어의 방언 분포

- 케추아어 I (중앙 케추아어, 케추아어 B): 페루 중부의 고지대와 해안지대에서 사용되며, 하위 방언이 가장 다양하다.
  - 하위 방언: Ancash (Huaylas–Conchucos), Alto Pativilca–Alto Marañón–Alto Huallaga, Yaru, Wanka (Jauja–Huanca), Yauyos–Chincha (Huangáscar–Topará), Pacaraos
- 케추아어 II (지방 케추아어, 케추아어 A)
  - 케추아어 II-A (융가이 케추아어): 페루 북부의 고지대에 산발적으로 분포한다.
    - 하위 방언: Lambayeque (Cañaris), Cajamarca, Lincha, Laraos

  - 케추아어 II-B (북부 케추아어): 페루 북부와 에콰도르, 콜롬비아 남부에 분포한다.
    - 하위 방언: Kichwa, Chachapoyas (Amazonas), Lamas (San Martín)

  - 케추아어 II-C (남부 케추아어): 페루 남부와 볼리비아, 칠레와 아르헨티나 북부의 일부 지역에 분포한다.
    - 하위 방언: Ayacucho, Cusco, Puno (Collao), Northern Bolivian (Apolo), Southern Bolivia, Santiago del Estero

잉카 제국에서 사용되던 고전 케추아어는 케추아어 IIC 또는 IIB와 유사하다고 여겨진다.

## 음운

### 닿소리

#### 쿠스코 방언
|                |        | 양순음 | 치경음 | 후치경음/ 경구개음 | 연구개음 | 구개수음 | 성문음 |
| -------------- | ------ | ------ | ------ | ------------------ | -------- | -------- | ------ |
| 비음           | 비음   | m      | n      | ɲ                  |          |          |        |
| 파열음/ 파찰음 | 평음   | p      | t      | tʃ                 | k        | q        | ʔ      |
| 파열음/ 파찰음 | 유기음 | pʰ     | tʰ     | tʃʰ                | kʰ       | qʰ       |        |
| 파열음/ 파찰음 | 방출음 | p’     | t’     | tʃ’                | k’       | q’       |        |
| 마찰음         | 마찰음 |        | s      | ʃ                  |          |          | h      |
| 유음           | 설측음 |        | l      | ʎ                  |          |          |        |
| 유음           | R음    |        | ɾ      |                    |          |          |        |
| 반모음         | 반모음 |        |        | j                  | w        |          |        |

#### 키치와어

##### 임바부라 방언
|        |        | 양순음 | 치경음 | 후치경음/ 경구개음 | 연구개음 | 성문음 |
| ------ | ------ | ------ | ------ | ------------------ | -------- | ------ |
| 비음   | 비음   | m      | n      | ɲ                  |          |        |
| 파열음 | 평음   | p      | t      |                    | k        |        |
| 파열음 | 유기음 | pʰ     | tʰ     |                    | kʰ       |        |
| 파열음 | 유성음 |        |        |                    | ɡ        |        |
| 파찰음 | 파찰음 |        | ts     | tʃ                 |          |        |
| 마찰음 | 평음   | ɸ      | s      | ʃ                  |          | h      |
| 마찰음 | 유성음 |        |        | ʒ                  |          |        |
| 유음   | 설측음 |        | l      |                    |          |        |
| 유음   | R음    |        | ɾ      |                    |          |        |
| 반모음 | 반모음 |        |        | j                  | w        |        |

##### 침보라조 방언
|        |        | 양순음 | 치음/ 치경음 | 후치경음/ 권설음 | 경구개음 | 연구개음 | 성문음 |
| ------ | ------ | ------ | ------------ | ---------------- | -------- | -------- | ------ |
| 비음   | 비음   | m      | n            |                  | ɲ        |          |        |
| 파열음 | 무성음 | p      | t            |                  |          | k        |        |
| 파열음 | 유기음 | pʰ     | tʰ           |                  |          | kʰ       |        |
| 파열음 | 유성음 | b      | d            |                  |          | ɡ        |        |
| 파찰음 | 무성음 |        | ts           | tʃ               |          |          |        |
| 파찰음 | 유기음 |        |              | tʃʰ              |          |          |        |
| 파찰음 | 유성음 |        |              | dʒ               |          |          |        |
| 마찰음 | 무성음 | ɸ      | s            | ʃ                |          | x        | h      |
| 마찰음 | 유성음 |        | z            | ʒ                |          |          |        |
| 마찰음 | 권설음 |        |              | ʐ                |          |          |        |
| 유음   | 설측음 |        | l            |                  |          |          |        |
| 유음   | R음    |        | ɾ            |                  |          |          |        |
| 반모음 | 반모음 |        |              |                  | j        | w        |        |

### 홀소리
/a, i, u/ 만 있으며, 하나의 언어만 쓰는 사람은 /æ, ɪ, ʊ/로 발음한다. 구개수음과 가까이 있으면 /ɑ, ɛ, ɔ/와 비슷하게 발음한다.

#### 홀소리(임바부라 및 침보라조 키치와)
|        | 전설  | 중설  | 후설  |
| ------ | ----- | ----- | ----- |
| 고모음 | i, iː |       | u, uː |
| 저모음 | a, aː | a, aː |       |

## 같이 보기
- 안데스산맥
- 케추아족
- 아이마라어
- 국제 모국어의 날
- 아메리카 원주민 언어